# Комсомольський (Давлекановський район)
Комсомо́льський (рос. Комсомольский, башк. Комсомол) — село у складі Давлекановського району Башкортостану, Росія. Входить до складу Розсвітівської сільської ради.
Населення — 259 осіб (2010; 256 в 2002).
Національний склад:
- росіяни — 50 %